# Álvaro Rafael González Luengo
Álvaro Rafael González Luengo (Montevideo, 29 d'octubre de 1984), més conegut com a Tata González, és un futbolista internacional uruguaià que juga al Lazio d'Itàlia.

## Biografia
Nascut a Montevideo, González va començar a jugar professionalment al Defensor Sporting Club de l'Uruguai. Va representar a aquest club fins a l'any 2007, amb 122 partits jugats i 8 gols marcats en diferents competicions.
Amb la selecció de futbol de l'Uruguai, González va jugar 19 partits. El 27 de juliol de 2010, va ser convocat per l'entrenador de la Celeste, Óscar Washington Tabárez, per jugar el partit amistós contra Angola a Lisboa.
El 31 de maig de 2014 va entrar a la llista definitiva de seleccionats per disputar la Copa del Món de Futbol de 2014 al Brasil.

## Palmarès

### Club
Boca Juniors
- Primera Divisió de l'Argentina: 2008.
- Recopa Sud-americana: 2008.

### Internacional
Uruguai
- Copa Amèrica de futbol 2011: Campions.